# Vermögensverteilung in Deutschland
Die Vermögensverteilung in Deutschland ist gleichbedeutend mit der Verteilung des Netto-Gesamtvermögens deutscher Staatsbürger aus Geldvermögen, Grund und Boden, Anlagevermögen und Gebrauchsvermögen auf Einzelpersonen, Haushalte oder Gruppen von Personen in Deutschland. Sie ist von der Verteilung der Einkommen zu unterscheiden, dabei ist jedoch der Zusammenhang zu berücksichtigen, dass ein erheblicher Teil des Einkommens selbst aus Vermögensrenditen besteht.
Während die Vermögensverteilung in der Bundesrepublik seit etwa den 1950er Jahren gleicher wurde, ist die Ungleichheit bei den Vermögen im wiedervereinigten Deutschland stark gestiegen und verblieb in den letzten Jahren auf einem hohen Niveau, vor allem aufgrund der Zunahme des Geldvermögens und privater Versicherungen. Auf einer Skala der Gini-Koeffizienten zwischen 0 (absolute Gleichverteilung) und 1 (absolute Ungleichverteilung) variiert der Gini-Koeffizient je nach Autor. Der Global Wealth Report der Credit Suisse gab für 2022 einen Gini-Koeffizienten von 0,772 an, was global im Mittelfeld lag. Der Armuts- und Reichtumsbericht der Bundesregierung von 2021 gab dagegen einen Gini-Koeffizienten von 0,81 an.
Innerhalb des Euroraums weist Deutschland eine der höchsten Ungleichverteilungen auf.
Die auf Sozio-oekonomisches-Panel-Daten basierende Untersuchung der Vermögensverteilung des DIW von 2014 konstatierte unter den Ländern der Eurozone für Deutschland die höchste Ungleichverteilung von Vermögen. Auch nach aktuelleren Daten hat Deutschland in der Eurozone einen der höchsten Gini-Koeffizienten. Im internationalen Vergleich hatte Deutschland bis in die 2010er Jahre eine hohe Ungleichheit der Vermögen, inzwischen verortete der Global Wealth Report Deutschland 2022 aber im Mittelfeld.

## Entwicklung der Vermögensverteilung seit Ende des 19. Jh.
Die Vermögenskonzentration in Deutschland sank bis etwa zur Mitte des 20. Jahrhunderts stark ab. Verfügte 1895 das reichste 1 % der Bevölkerung noch über fast 50 % des Vermögens, so ist diese Quote 2020 auf weniger als 25 % gesunken. Insbesondere in der Zwischenkriegszeit und der Zeit des Wirtschaftswunders verringerte sich die Vermögensspreizung. Mittel- und kurzfristig bestimmt hingegen die Wertentwicklung der Vermögenspreise die Vermögensverteilung. Bedingt durch die starke Steigerung der Aktien- und vor allem Immobilienwerte verdoppelte sich das Vermögen sowohl der 10 % als auch der 50 % der Reichsten inflationsbereinigt ungefähr von 1993 bis 2020, während das geringe Vermögen der unteren Hälfte (ohne Berücksichtigung der Rentenanwartschaften) sich kaum veränderte.
In Preußen wurde 1893 mit dem Ergänzungssteuergesetz erstmals eine moderne Vermögensteuer eingeführt. Danach lag der Vermögensanteil der reichsten 1 % anfangs bei etwa 47 % stieg dann auf etwa 49 % an um ab 1909 auf etwas unter 46 % zu sinken. Der Erste Weltkrieg und die folgende Hyperinflation führte zu einer Verringerung der Vermögensungleichheit. Nach dem Ende der Inflation hatte das reichste 1 % der Bevölkerung noch knapp 42 % des Vermögens. Die Effekte der Inflation waren unspezifisch. Die Sachwerte (die den größten Teil des Vermögens der Wohlhabenden darstellen) waren von der Inflation nicht betroffen, die relativen Gewinne der Sachwerteigentümer wurden aber durch Steuern wie die Hauszinssteuer teilweise abgeschöpft. Die Vermögensverteilung blieb in der Weimarer Republik zunächst einmal stabil. Mit der Weltwirtschaftskrise brachen die Aktienkurse und die Preise des Sachvermögens jedoch ein. Entsprechend brach der Anteil des Vermögens des reichsten 1 % von 1930 bis 1934 auf 35 % ein. Die Vermögensverteilung in der Zeit des Nationalsozialismus wurde durch die Ermordung und Enteignung der Juden geprägt. Eine Vielzahl an Juden war vor der Nazi-Zeit wohlhabend gewesen. Ihre Enteignung reduzierte entsprechend technisch die Vermögenskonzentration. Der Zweite Weltkrieg, der Verlust der Ostgebiete des Deutschen Reiches und das Lastenausgleichsgesetz veränderte die Vermögensverteilung radikal. Im Krieg waren insbesondere die Sachvermögen vernichtet worden, die Vermögen im Osten (und auch in der SBZ) waren verloren worden. Dies traf insbesondere die Vermögenden und dort insbesondere die Immobilienbesitzer. Im Lastenausgleich wurden 50 % der Vermögens umverteilt. 1953 war der Anteil der reichsten 1 % entsprechend auf einen Wert von unter 25 % gesunken. Im Rahmen des Wirtschaftswunders stiegen die Preise der Sachwerte massiv an. Auch die Vermögensverteilung wurde wieder ungleicher und erreichte 1960 mit über 32 % Anteil des obersten 1 % ein lokales Maximum. Die Stagflation führte dann bis Mitte der 1970er zu einem realen Wertverlust der Sachwerte und einer Schwächeperiode an den Börsen und einem Sinken des Anteils des obersten 1 % auf unter 20 %. Bis 1990 stieg der Anteil der reichsten 1 % entsprechend dem realen Anstieg der Vermögenspreise wieder auf fast 25 % an. Die Deutsche Wiedervereinigung führte zwei Wirtschaftsgebiete zusammen, deren Vermögensverteilung extrem unterschiedlich war. Statistisch ergab sich daraus 1993 ein Anteil des reichsten 1 % von unter 20 %. Dieses stieg bis 2020 wieder auf knapp unter 25 %.

## Entwicklung 1973 bis 1998 (Westdeutschland)
| Gruppe                 | Gruppe                 | 1973   | 1983    | 1983    | 1988    | 1993    | 1998    |
| ---------------------- | ---------------------- | ------ | ------- | ------- | ------- | ------- | ------- |
| Reichstes Fünftel      | Reichstes Zehntel      | 78,0 % | 70,1 %  | 48,8 %  | 45,5 %  | 40,8 %  | 41,9 %  |
| Reichstes Fünftel      | zweitreichstes Zehntel | 78,0 % | 70,1 %  | 21,3 %  | 21,9 %  | 20,2 %  | 21,1 %  |
| zweitreichstes Fünftel | 3. Zehntel             | 13,5 % | 23,5 %  | 14,5 %  | 15,1 %  | 15,1 %  | 15,2 %  |
| zweitreichstes Fünftel | 4. Zehntel             | 13,5 % | 23,5 %  | 09,0 %  | 09,6 %  | 11,2 %  | 10,7 %  |
| 3. Fünftel             | 5. Zehntel             | 05,7 % | 05,5 %  | 04,0 %  | 05,0 %  | 07,1 %  | 06,5 %  |
| 3. Fünftel             | 6. Zehntel             | 05,7 % | 05,5 %  | 01,5 %  | 02,4 %  | 03,3 %  | 03,0 %  |
| 4. Fünftel             | 7. Zehntel             | 02,0 % | 01,1 %  | 00,7 %  | 01,2 %  | 01,6 %  | 01,3 %  |
| 4. Fünftel             | 8. Zehntel             | 02,0 % | 01,1 %  | 00,4 %  | 00,5 %  | 00,7 %  | 00,6 %  |
| ärmstes Fünftel        | 9. Zehntel             | 00,8 % | .-0,2 % | 00,1 %  | 00,1 %  | 00,3 %  | 00,1 %  |
| ärmstes Fünftel        | ärmstes Zehntel        | 00,8 % | .-0,2 % | .-0,3 % | .-0,8 % | .-0,3 % | .-0,4 % |
| Gini-Index             | Gini-Index             | 0,748  | 0,701   | 0,701   | 0,668   | 0,622   | 0,640   |

Der Ökonom Richard Hauser stellte 2003 fest, dass die Untersuchung der Vermögensverteilung in Deutschland lange Zeit nur unzureichend erfolgte:

„Die personelle Verteilung von […] Vermögen in Deutschland ist ein seit vielen Jahren vernachlässigtes Forschungsfeld. […] Bisher fehlt eine umfassende und detaillierte Volksvermögensrechnung, aus der das gesamte, dem Haushaltssektor zuzuordnende Vermögen zu entnehmen wäre. Die vorhandenen Schätzungen […] weichen weit voneinander ab. Die Statistiken über die personelle Verteilung des dem Haushaltssektor zuzuordnenden Vermögens sind noch unvollständiger als die Einkommenstatistiken. Die […] abgeleiteten Ergebnisse können daher nur ein unvollständiges Bild […] liefern.“

Neben der Datengrundlage erschweren auch methodische Unterschiede den Vergleich. Die meisten Studien berücksichtigen Rentenanwartschaften wegen fehlender Daten oder problematischer Vergleichbarkeit nicht im untersuchten Vermögen.
Mierheimer/Hoher berücksichtigten für 1973 das Rentenanwartschaftsvermögen für das untersuchte Vermögen mit und kamen in der Folge auf einen Gini-Index von 0,5403; ohne Miteinbeziehen der Rentenanwartschaft, wie in der Tabelle, ergab sich ein Gini-Index von 0,748.
Innerhalb des Zeitraums 1973 bis 1998 stammten die Zahlen aus leicht unterschiedlichen Untersuchungen. Daher ist keine völlige Vergleichbarkeit zwischen den Zahlen in diesem Zeitraum gegeben.
Die scheinbare Abnahme der Ungleichheit zwischen 1973 und 1998 ist nach Hausers Ansicht fraglich. Denn in den Jahren 1988, 1993 und 1998 ist das Unternehmensvermögen nicht enthalten, das nicht in Form von börsenmäßig gehandelten Aktien repräsentiert ist. In der Folge werde die tatsächliche Ungleichheit vermutlich unterschätzt.
Das entsprechende nicht in Aktienform vorliegende Unternehmensvermögen in privaten Händen betrug 1995 etwa 1.500 Mrd. DM.

## Die Vermögensverteilung 2002 bis 2007

### SOEP als Datengrundlage
Genauere Untersuchungen zu der Vermögensverteilung liegen auf Basis des am Deutschen Institut für Wirtschaftsforschung (DIW) beheimateten Sozio-oekonomischen Panels (SOEP) vor, einer repräsentativen und als exzellent eingestuften Längsschnittstudie. Verschiedene Probleme erschweren es, die Vermögensverteilung zu untersuchen – etwa das statistische Problem vermögensstarke Personen in einer Erhebung zu erfassen. Seit 2002 gibt es im SOEP eine zusätzliche Teilstichprobe „Einkommensstarke Haushalte“. In der Folge ist die Qualität der Analysen zur Vermögensverteilung (und Einkommensverteilung) in Deutschland seit dem Erhebungsjahr 2002 gegenüber früheren Datensätzen stark gestiegen. Ein weiterer Vorteil der Längsschnitterhebung SOEP ist die Möglichkeit Daten abzugleichen. Im SOEP wurden die Jahre 2002 und 2007 im Blick auf die Vermögensverteilung intensiv untersucht.

### Zusammensetzung des Nettovermögens
Das SOEP des DIW unterscheidet folgende Vermögensbestandteile: Immobilienbesitz einschließlich von Grundeigentum, Geldvermögen, darunter auch Wertpapiere, Vermögen aus privaten Versicherungen einschließlich Bausparverträgen, Betriebsvermögen, darunter auch Forstbesitz, Sachvermögen sowie Schulden.
Das im SOEP untersuchte private Nettovermögen setzt sich dabei aus folgenden Teilen zusammen:
- Sachvermögen
  - Grundvermögen
  - Gebrauchsvermögen (auch Schmuck, Kunstgegenstände)
- Geldvermögen (auch Forderungen gegenüber dem Staat, Unternehmen, Finanzinstitutionen, dem Ausland)
- Beteiligungsvermögen (Aktien, Eigentumsrechte an Unternehmen oder Finanzinstitutionen im In- und Ausland)

Abzüglich der Verbindlichkeiten aller Art (z. B. Hypotheken, Konsumentenkredite) ergibt sich so das private Nettogesamtvermögen.
Rentenanwartschaften, eine sehr häufige Form von Vermögen, sind methodisch in einer Bevölkerungsbefragung nicht erfassbar und sind nicht im vom SOEP betrachteten Vermögen enthalten. Wegen der weiten Verbreitung würde eine Berücksichtigung in das untersuchte Vermögen einen geringeren Gini-Koeffizienten zur Folge haben. Neben oftmals fehlenden Daten spricht die Problematik, den aktuellen Wert zukünftiger Rentenzahlungen (etwa wegen unterschiedlicher Lebenserwartungen, Diskontierungsraten, fehlender Übertragbarkeit und Handelbarkeit) korrekt einzuschätzen, gegen eine Gleichsetzung mit anderen Vermögensarten und somit gegen eine Aufnahme in das untersuchte Vermögen.

### Gesamtvermögen auf Bevölkerungsebene
2007 betrug das so definierte Nettogesamtvermögen der Personen in privaten Haushalten 6.100 Milliarden Euro. Spätere Analysen desselben Datensatzes, die berücksichtigen, dass Top-Vermögen schwer erfasst werden können, gingen von 7.225 Milliarden Euro privatem Gesamtvermögen für 2007 aus.
2017 lag das Gesamtvermögen bei rund 14.300 Milliarden Euro.

### Überblick Vermögensverteilung 2002–2007
Die folgende Tabelle und Grafik (auf Datenbasis des SOEP) zeigt die Vermögensverteilungen in den Jahren 2002 und 2007, wofür die Bevölkerung in Zehntel-Gruppen eingeteilt ist, also die reichsten 10 %, die zweitreichsten 10 % usw. bis zu den ärmsten 10 % jeweils eine von zehn Gruppen bilden:
| Gruppe                  | 2002    | 2007    | |
| ----------------------- | ------- | ------- | --- |
| Reichstes Zehntel       | 57,9 %  | 61,1 %  | Vermögensverteilung in Deutschland 2002 und 2007 nach Bevölkerungsgruppen. Links das ärmste, rechts das reichste Zehntel. |
| zweitreichstes Zehntel  | 19,9 %  | 19,0 %  | Vermögensverteilung in Deutschland 2002 und 2007 nach Bevölkerungsgruppen. Links das ärmste, rechts das reichste Zehntel. |
| drittreichstes Zehntel  | 11,8 %  | 11,1 %  | Vermögensverteilung in Deutschland 2002 und 2007 nach Bevölkerungsgruppen. Links das ärmste, rechts das reichste Zehntel. |
| viertreichstes Zehntel  | 07,0 %  | 06,0 %  | Vermögensverteilung in Deutschland 2002 und 2007 nach Bevölkerungsgruppen. Links das ärmste, rechts das reichste Zehntel. |
| fünftreichstes Zehntel  | 02,8 %  | 02,8 %  | Vermögensverteilung in Deutschland 2002 und 2007 nach Bevölkerungsgruppen. Links das ärmste, rechts das reichste Zehntel. |
| sechstreichstes Zehntel | 01,3 %  | 01,2 %  | Vermögensverteilung in Deutschland 2002 und 2007 nach Bevölkerungsgruppen. Links das ärmste, rechts das reichste Zehntel. |
| siebtreichstes Zehntel  | 00,4 %  | 00,4 %  | Vermögensverteilung in Deutschland 2002 und 2007 nach Bevölkerungsgruppen. Links das ärmste, rechts das reichste Zehntel. |
| achtreichstes Zehntel   | 00,0 %  | 00,0 %  | Vermögensverteilung in Deutschland 2002 und 2007 nach Bevölkerungsgruppen. Links das ärmste, rechts das reichste Zehntel. |
| neuntreichstes Zehntel  | 00,0 %  | 00,0 %  | Vermögensverteilung in Deutschland 2002 und 2007 nach Bevölkerungsgruppen. Links das ärmste, rechts das reichste Zehntel. |
| zehntreichstes Zehntel  | .-1,2 % | .-1,6 % | Vermögensverteilung in Deutschland 2002 und 2007 nach Bevölkerungsgruppen. Links das ärmste, rechts das reichste Zehntel. |

Der Gini-Koeffizient als Maß der Vermögensverteilung stieg von 0,777 im Jahr 2002 auf 0,799 im Jahr 2007 an. Dabei bedeutet 0 eine vollständige Gleichverteilung (alle Personen besitzen gleich viel) und 1 die größtmögliche Ungleichverteilung (eine Person besitzt alles, alle anderen nichts). Den maßgeblichen Anteil für diesen Anstieg verzeichnet die Zunahme an Geldvermögen und dem Vermögen in Form privater Versicherungen. Etwa die Hälfte der Bundesbürger hatte kein Vermögen und lebte unmittelbar vom Einkommen.
Die obige Tabelle zeigt eine starke Vermögenskonzentration. Nach dieser Auswertung der Daten (2009) besaßen im Jahr 2007 die reichsten 5 % der Bevölkerung 46 % des privaten Gesamtvermögens, das reichste Prozent besaß 23 %. Nach Ansicht von Grabka und Frick dürfte die Vermögenskonzentration tatsächlich noch stärker sein, da es sehr unwahrscheinlich ist, dass die reichsten 100 Haushalte in Deutschland in der SOEP-Untersuchung enthalten sind. Entsprechend kommen weitere Studien, die Top-Vermögen besonders berücksichtigen, zu stärkeren Vermögenskonzentrationen.
Im Jahr 2021 lag das Medianvermögen laut der PHF-Studie der Bundesbank bei 106.000 €, das durchschnittliche Vermögen der reichsten 10 % hingegen bei 725.900 €

## Weitere Untersuchungen

### Untersuchung des DIW für 2012
Nach der 2014 veröffentlichten, auf SOEP-Daten basierenden Untersuchung des DIW wies Deutschland 2012 die höchste Ungleichverteilung von Vermögen innerhalb der Eurozone auf. Durchschnittlich besaß jeder Deutsche 83.000 Euro, das Median-Vermögen lag dagegen bei knapp 17.000 Euro. Das reichste Prozent besaß knapp 800.000 Euro oder mehr. Zu den reichsten 10 % gehörte man ab einem Nettovermögen von 216.000 Euro. Der Durchschnitt dieser reichsten 10 % hatte ein Nettovermögen von 639.000 Euro. 27,6 % besaßen nichts oder hatten mehr Schulden als Vermögen. Der Gini-Koeffizient der Vermögensungleichheit lag bei 0,78 – hierbei waren allerdings Top-Vermögen nicht erfasst. Der größte Unterschied zu früheren Jahren lag bei dem Vermögen von Arbeitslosen: diese hatten 2002 durchschnittlich 30.000 Euro, 2012 durchschnittlich 18.000 Euro Vermögen. Diese Abnahme wird vor allem auf die Hartz-Reformen zurückgeführt. Aufgrund der nur wenigen vorhandenen Daten zu besonders hohen Vermögen geht das DIW davon aus, dass die reale Vermögensungleichheit mit großer Wahrscheinlichkeit deutlich größer ist, als in der Untersuchung erfasst wurde.

### Untersuchungen des DIW für 2017
Die arme Hälfte der Bevölkerung verfügte 2017 über 1,3 % des Gesamtvermögens, die reichsten 10 % über 56 %.

### Bundesbank-Studien
Die Deutsche Bundesbank erstellt eine Längsschnittstudie, die sogenannte PHF-Studie („Private Haushalte und ihre Finanzen“). 
Ergebnisse der fünften Befragungswelle (2023) wurden am 10. April 2025 veröffentlicht.

#### Vergleich Ost-/Westdeutschland durch die Bundesbank für 2017
Das Medianvermögen eines Haushalts in Westdeutschland betrug 2017 (92.500 Euro); es war etwa viermal so hoch wie in Ostdeutschland (23.400 Euro). Die Vermögensverteilung innerhalb der neuen Bundesländern war gemessen am Gini-Koeffizienten (77 %) noch etwas ungleicher als in den alten Bundesländern (72 %).

### Mit Berücksichtigung von Top-Vermögen

#### Erhebung aus 2007 zu Personen
| Personen ab 17!  | in %       |          |
| ---------------- | ---------- | -------- |
| ärmere 50 %      | 103 Mrd.   | 001,4 %  |
| 6.–9. Zehntel    | 2.310 Mrd. | 032,0 %  |
| Gesamt           | 7.225 Mrd. | 100,0 %  |
| Top 10 %         | 4.813 Mrd. | 066,6 %  |
| Top 7,5 %        | 4.408 Mrd. | 061,0 %  |
| Top 2,5 %        | 3.227 Mrd. | 044,7 %  |
| Top 1 %          | 2.590 Mrd. | 035,8 %  |
| Top 0,5 %        | 2.252 Mrd. | 031,2 %  |
| Top 0,1 %        | 1.627 Mrd. | 022,5 %  |
| Gini-Koeffizient |            | 00,81    |
| Haushalte!       | in %       |          |
| Top 0,001 %      | 419 Mrd.   | 005,28 % |
| Top 0,0001 %     | 132 Mrd.   | 001,67 % |

Die Berechnungen des DIW (2011) auf Basis der SOEP-Daten mit zusätzlichen Daten zu besonders hohen Vermögen (die üblicherweise im SOEP nicht erfasst sind) von 2007 ergaben für die Vermögenskonzentration von Personen ab 17 Jahren die Werte laut Tabelle.
Demnach besaß 2007 das Top 10 % zwei Drittel des Gesamtvermögens, die reichsten 0,1 % (weniger als 70.000 Personen) besaßen fast ein Viertel des Gesamtvermögens, dies ist etwa 16-mal so viel wie die Hälfte der Personen ab 17 Jahre (etwa 35.000.000). Die Top 0,5 % (etwa 350.000 Personen) besaßen gemeinsam etwa so viel Vermögen wie die unteren 90 % (etwa 63.000.000 Personen). Der Gini-Index liegt nach dieser Berechnung des DIW für das Jahr 2007 bei 0,8097.

#### Erhebung aus 2008 zu Haushalten

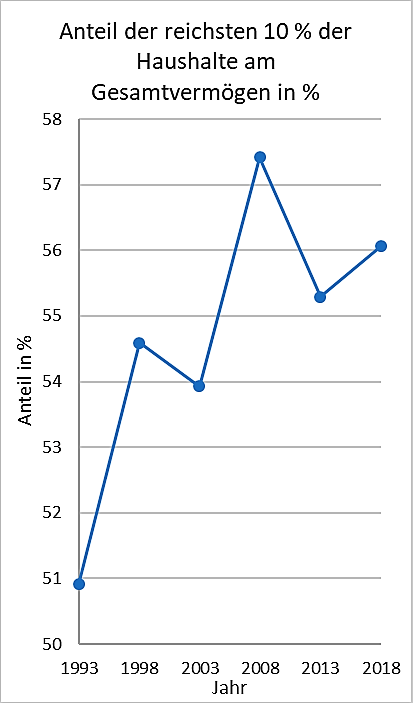
Anteil der reichsten 10 % der Haushalte am Gesamtvermögen deutscher Staatsbürger. Die vom BMBF mitfinanzierte Untersuchung umfasste auch Geschäfts- und Immobilienvermögen sowie Top-Vermögen, die nicht in SOEP-Daten erfasst sind (siehe auch Abschnitt Top-Vermögen).

Nach einer Analyse auf Haushaltsebene besaßen im Jahr 2008 0,001 %, also 380 Haushalte, ein Nettovermögen von 419,3 Milliarden Euro oder 5,28 % des Reinvermögens der privaten Haushalte. Die reichsten 0,0001 % der Haushalte (38 Haushalte) besaßen 132,35 Milliarden Euro oder 1,67 % des gesamten privaten Vermögens. Eine vergleichbare Vermögenskonzentration ist auch für andere Länder nachweisbar. Beispielsweise in den USA besaßen die reichsten 100 US-Amerikaner (etwa 0,00005 % der Personen) 2006 etwa 1,9 % des Gesamtvermögens und das reichste 1 % der Haushalte 2007 etwa 34,6 % (Gini-Koeffizient von 0,83).

#### Erhebung aus 2012 zu Personen
Für 2012 lagen nur wenige Beobachtungen zu besonders großen Vermögen vor, so dass das DIW 2015 Werte zur Ungleichheit durch Hinzunahme externer Daten korrigierte. Nach den Berechnungen des DIW auf Basis der SOEP-Daten unter Hinzuschätzung der besonders großen Vermögen besaß 2012 das reichste Prozent in Deutschland 31–34 % des Gesamtvermögens. Der Anteil der reichsten 0,1-Prozent der Haushalte lag zwischen 14 und 16 Prozent.

#### Erhebung aus 2014 zu Haushalten
Im Jahr 2014 besaßen die 45 reichsten Haushalte so viel wie die 20 Millionen Haushalte der ärmeren Hälfte der Bevölkerung, nämlich jeweils 214 Milliarden Euro Vermögen. Die 400 reichsten Haushalte besaßen doppelt so viel.

#### Vermögen der 1000 reichsten Personen 2016/2017
Bei den 1000 reichsten Personen, von denen knapp ein Viertel Milliardäre sind, nahm allein im Jahr 2017 das Vermögen um 13 % zu, während im gleichen Zeitraum das BIP um 2 % stieg. Das Vermögen belief sich zuvor schon auf 1177 Milliarden Euro. Zum Vergleich: der Bundeshaushalt belief sich 2018 dazu auf weniger als ein Drittel, 335 Milliarden Euro.

#### Erhebung aus 2019 zu Personen
Auch 2019 kamen Schätzungen des DIW, die fehlende Daten des Statistischen Bundesamtes ergänzten, zu einer starken Konzentration des Vermögensreichtums. Demnach besaßen die reichsten 10 % der Deutschen mindestens 63 % des Volksvermögens.

#### Vermögen des reichsten 1% der Haushalte
Das Vermögen des wohlhabendsten Hundertstels aller Haushalte in der Bundesrepublik wird auf etwa zwei Billionen Euro geschätzt, wobei es nach Kalkulationen der Wirtschaftsprofessoren Mishael Milaković und Jan Schulz von der Universität Bamberg auch dreieinhalbmal so hoch liegen könnte.

### Mit Berücksichtigung von Pensionen und Rentenanwartschaften
Eine Untersuchung des Deutschen Instituts für Wirtschaftsforschung von 2010 bezog in der Vermögensverteilung die Pensionen und Rentenanwartschaften (gesetzliche, tarifliche und private) mit ein, was bis dahin aus methodischen Gründen zumeist nicht erfolgte. Die Autoren sahen eine Nichtberücksichtigung dieser Anwartschaften als einen bisherigen wichtigen Schwachpunkt. Sie verwiesen bezüglich der Aussagekraft der Einbeziehung dieser Anwartschaften jedoch auch darauf, dass diese Ansprüche zum Alterssicherungsvermögen wesentlich fiktiven Charakter haben, da man sie im Gegensatz zum bereits bestehenden Vermögen nicht anlegen kann und sie von der Politik in der Höhe veränderbar sind.
Nach den Berechnungen beliefen sich die gesamten Renten- und Pensionsanwartschaften bezogen auf 2007 auf rund 4.600 Milliarden Euro, im Durchschnitt entsprach dies 67.000 Euro je Erwachsenem. Überdurchschnittlich gut schieden bei dieser Gesamtschau Beamte und Pensionäre ab. Im Ergebnis bedeutete die Miteinbeziehung der Rentenanwartschaften beim Vermögensbegriffs laut den aus dem SOEP erhobenen Daten, dass sich der Unterschied zwischen dem Medianvermögen (Mittelschicht) und höheren Vermögen im 90. Perzentil (obere Mittelschicht/untere Oberschicht) im Verhältnis auf 4,4 deutlich reduzierte. Die Autoren kamen zu dem Schluss, dass das Anwartschaftsvermögen der Renten wesentlich weniger ungleich verteilt ist als das Geld-, Sach- und Beteiligungsvermögen. Dadurch wird, so die Autoren, die Ungleichheit abgeschwächt, die hohe Vermögensungleichheit bleibt insgesamt jedoch bestehen und wurde von den Autoren als eklatant eingeschätzt.

## Im internationalen Vergleich
Da es verschiedene Maße für Ungleichverteilung gibt, lassen sich für die unterschiedlichen Maße jeweils Vergleiche anstellen.

### Gini-Koeffizient
Der Gini-Koeffizient für die Vermögensverteilung beträgt für Deutschland 0,772. Damit liegt Deutschland auf Platz 66 von 164 erfassten Ländern, gemeinsam mit der Schweiz, Uruguay oder dem Tschad. Die Extreme sind auf der einen Seite die Slowakei (0,508) und auf der anderen Seite Lesotho (0,911).

### Anteil der Top 1% am Volksvermögen
Das reichste Prozent der Einwohner in Deutschland verfügt über 30 Prozent des Vermögens. Dagegen hat in Großbritannien das reichste Prozent der Einwohner 24 Prozent des Vermögens, in Italien und Frankreich jeweils 22 Prozent.

### Verhältnis von Durchschnitts- zu mittlerem Pro-Kopf-Vermögen
Zieht man das Verhältnis von Durchschnitts- zu mittlerem Pro-Kopf-Vermögen als Maß für die Ungleichverteilung heran, ergibt sich auf Basis des Global Wealth Reports 2023, dass Deutschland unter weltweit 164 erfassten Ländern den 132. Platz belegt (Verhältnis 1 zu 3,84), etwa gleichauf mit Schweden. In Norwegen ist das Medianvermögen näher am Durchschnittsvermögen (1 : 2,68), in der Schweiz ist der Unterschied noch deutlicher (1: 4,09). Am nächsten ist das Medianvermögen dem Durchschnittsvermögen in Island (1: 1,21), am entferntesten auf den Bahamas (1 : 6,70).

### Bevölkerungsanteil mit Vermögensreichtum
Das sogenannte „Head count ratio“ gibt den Anteil der Personen oder Haushalte mit Vermögensreichtum an. Es entspricht damit der Reichtumsquote bei Einkommensreichtum. Bei beiden Formen von Reichtum wird der Anteil der Reichen an der Gesamtbevölkerung anhand des Überschreitens eines bestimmten Grenzwertbetrags bestimmt. Dieser ist ein Vielfaches des Medians der Bevölkerung, häufig das Doppelte. Im Fall von Vermögensreichtum wäre demnach jemand reich, wenn er das Doppelte des mittleren Vermögens besitzt.
Um Länder mit unterschiedlichen Lebensstandards besser miteinander vergleichen zu können, wird für jedes zu vergleichende Land sein eigener Grenzwertbetrag bestimmt. In einem Bericht im Auftrag des Bundesministeriums für Arbeit und Soziales hatte gemessen an dieser länderspezifischen Reichtumsgrenze zwischen 2008 und 2011 unter 15 verglichenen europäischen Ländern Slowenien mit ca. 18 % den höchsten, Spanien mit etwa 1 % den niedrigsten Anteil an Haushalten mit Vermögensreichtum. In Deutschland gab es ca. 5 % Vermögensreichtum. Es belegte damit unter den verglichenen Ländern den 13. Platz.

### Bei Berücksichtigung von Rentenanwartschaften
Für eine Studie im Auftrag der EU-Kommission wurde nicht nur das Vermögen, sondern das sogenannte erweiterte Vermögen (augmented wealth), d. h. Nettovermögen plus Rentenanwartschaften, berücksichtigt und anhand des halben quadrierten Variationskoeffizienten verglichen. Demnach belegte Deutschland im Vergleich bei der Ungleichverteilung von 15 europäischen Ländern den 11. Platz.

## Vermögenszusammensetzung je nach Vermögensgruppe
Laut einer Umfrage der Bundesbank zur Vermögenssituation in Haushalten von 2014 unterscheidet sich auch die Zusammensetzung des Nettovermögens, wobei Daten speziell zum obersten Perzentil auch bei dieser Untersuchung fehlen. Vermögendere Haushalte verfügen demnach öfter über Immobilienbesitz, noch deutlicher ist der Unterschied beim Unternehmensbesitz: ein Aktien- und allgemeiner ein Unternehmensbesitz ist bei den reicheren 20 % bzw. 10 % der Haushalte deutlich öfter vorhanden.

## Vermögensherkunft
Vermögen kann entweder selbst erworben oder ererbt sein. Eine auf Umfragedaten beruhende Untersuchung der FU Berlin mit dem Panel Private Haushalte und ihre Finanzen (PHF) unterscheidet in ärmere Hälfte, Mittelschicht (51. bis 89. Perzentil), mittlere Oberschicht (91. bis 99. Perzentil) und Oberschicht (100. Perzentil). Die Studie betrachtete die kumulierten Erbschaften bis Anfang 2015.
Bei der so definierten Mittelschicht und mittleren Oberschicht ist etwa 1/3 des Vermögens ererbt und 2/3 selbst erworben (dieser Anteil ist bei den Perzentilen in der oberen Mitte relativ konstant). Bei der ärmeren Hälfte liegt der Anteil der Erben deutlich geringer, bei 17 Prozent. Erbschaften spielen für die Mittelschicht im Vergleich zu anderen Vermögensformen die größte Rolle beim Vermögen. Dennoch sehen die Autoren Erbschaften im Schnitt bei der ärmeren Hälfte und der Mittelschicht als keine dominierende Ursache der Vermögensbildung. Mithilfe statistischer Vergleiche aus besser untersuchten Ländern kommen die Autoren zu dem Ergebnis, dass bei der Oberschicht der Anteil des geerbten Vermögens am Nettovermögen etwa 4/5 beträgt.
Für die Oberschicht, das oberste Perzentil (ab etwa 2,5 Mio. Euro Nettovermögen) waren die Daten aus dem PHF-Panel nicht repräsentativ (das höchste Vermögen im PHF liegt bei 75 Millionen Euro), auch weil für Deutschland die Grundlage an Daten und Untersuchungen fehlt. Die Wissenschaftler ergänzten die Daten deswegen aus anderen Vermögensuntersuchungen.

## Erbschaften bzw. nicht greifende Erbschaftsteuer als Ursache
In einer Untersuchung des DIW wurden das vorhandene Nettovermögen mit der Höhe der erhaltenen Erbschaften bzw. Schenkungen verglichen. Unter den Personen, die über einen 15-jährigen Zeitraum eine Erbschaft oder Schenkung erhielten, betrugen diese im Median 32.000 Euro bzw. 36.000 Euro. Die 20 % der Personen der Gesamtbevölkerung mit dem höchsten Nettovermögen erhielten jedoch auch die größten Erbschaften und Schenkungen mit 145.000 Euro. Auch subjektiv sind Erbschaften und Schenkungen von Bedeutung. So wurden Hochvermögende (mit mindestens einer Million Euro Geldvermögen) nach den Gründen für ihre Vermögenssituation gefragt. Als häufigster Grund wurden mit zwei Dritteln der Antworten dabei Erbschaften und Schenkungen genannt.
| Höhe der Schenkung oder Erbschaft | Anzahl ca. Betroffene   | durchschnittlich erhobener Steuersatz |
| --------------------------------- | ----------------------- | ------------------------------------- |
| Höchstens 1.000.000 Euro          | Mittelstand (6,01 Mio.) | 10 %                                  |
| Mindestens 10.000.000 Euro        | 600                     | 5 %                                   |
| Mindestens 100.000.000 Euro       | 40                      | 0,2 %                                 |

Michael Hartmann zufolge ist die Vermögenskonzentration in Deutschland auf die hohe Zahl von Familienunternehmen und deren Begünstigung durch das Erbschaftsteuergesetz von 2009 zurückzuführen. Bei den Nutznießern handle es sich nicht, wie oft dargestellt, um größere Handwerkerunternehmen, sondern um große und sehr große Unternehmen. So sei anders als in anderen Ländern in Deutschland etwa die Hälfte der 100 größten Unternehmen in Familienbesitz. (Der Hauptgeschäftsführer des Verbands der Familienunternehmer, der im Manager Magazin als „Cheflobbyist der Reichen“ bezeichnet wurde, äußerte sich insoweit ähnlich, als dass ihm zufolge bei Familienunternehmern das Betriebsvermögen in der Bilanz oft nicht vom Vermögen reicher Personen zu unterscheiden sei.) Das Erbschaftsteuergesetz, das durch eine Reform 2016 kaum verändert worden sei, ermögliche laut Hartmann ein nahezu steuerfreies Vererben von großen Unternehmensvermögen. Hartmann verweist dazu auf Statistiken, nach denen die Erbschaftsteuer bei Unternehmen um so höher, je kleiner das vererbte Vermögen war.
Miriam Rehm von der Universität Duisburg-Essen bewertete 2021 in einer Anhörung durch den Finanzausschuss des Bundestages Erbschaften ebenfalls als eine Ursache für Vermögensungleichheit in Deutschland.

## Politische Maßnahmen mit Auswirkung auf die Vermögensverteilung
Historisch konzentrierte sich die Diskussion um die Vermögensverteilung in Deutschland auf die Ungleichheit des Besitzes an Grund und Boden. Neben der Diskussion um eine Bodenreform in Deutschland spielte während der Weimarer Republik auch die Frage der Fürstenenteignung eine Rolle.
Einen ersten rechtlichen Niederschlag fanden die Forderungen 1919 in der Weimarer Verfassung mit der Bestimmung zur Sozialpflichtigkeit des Eigentums (Art. 153 Abs. 3 WRV), die in leicht veränderter Form auch 1949 im Grundgesetz der Bundesrepublik Deutschland übernommen wurde (Art. 14 Abs. 2 GG). Durch die im gleichen Artikel festgelegte Eigentumsgarantie sind die Möglichkeiten des Rechtsstaats zur Einwirkung auf die Vermögensverteilung jedoch geringer als bei der Einkommensverteilung. Das in den Art. 20 und Art. 28 GG verankerte Sozialstaatsprinzip legt dem staatlichen Handeln bestimmte Verpflichtungen auf, deren Umfang je nach politischem Standpunkt unterschiedlich interpretiert wird.
Innerhalb dieser Verpflichtungen und rechtlichen Grenzen spielte die Vermögenspolitik in den ersten Jahrzehnten der Bundesrepublik eine wichtige Rolle. Nach der weitgehenden Vernichtung des Geldvermögens in der Stunde Null und dem Neuanfang durch die Währungsreform 1948 stand zunächst der Ausgleich der Kriegslasten im Vordergrund, durch den ab 1952 vor allem die Ausgebombten und Heimatvertriebenen entschädigt wurden. Danach wurden eine Reihe von Maßnahmen ergriffen, um die Vermögensbildung der Arbeitnehmer zu fördern und so die Vermögensverteilung gleichmäßiger zu gestalten.
Im Konzept der von Wirtschaftsminister Ludwig Erhard formulierten Sozialen Marktwirtschaft kommt der staatlichen Förderung privater Vermögensbildung auch deshalb eine wichtige Rolle zu, weil diese als funktionell zum Erhalt der Wettbewerbsordnung angesehen wird. Im Gesetz über die Bildung des Sachverständigenrats zur Begutachtung der gesamtwirtschaftlichen Entwicklung von 1963 wurde der Rat der fünf Weisen deshalb verpflichtet, auch „die Bildung und Verteilung von Einkommen und Vermögen“ zu untersuchen.
Wichtige Maßnahmen waren u. a. das erste Vermögensbildungsgesetz (1961), die Förderung von Belegschaftsaktien und die Ausgabe von Volksaktien. Im Bereich der Tarifpolitik wurden verschiedene Modelle des Investivlohns umgesetzt. Maßnahmen zur Wohnbauförderung (7b-Abschreibung, Wohnungsbauprämie, Eigenheimzulage, Baukindergeld u. a.) sollten die in Deutschland traditionell niedrige Wohneigentumsquote heben und damit ebenfalls zur Änderung der Vermögensverteilung beitragen. Nach dem erfolgreichen Wiederaufbau und dem Wirtschaftswunder erlangten auch die klassischen Instrumente zur Belastung der Vermögenden wieder größere Bedeutung: die Erbschaftsteuer und die Vermögensteuer. Die Vermögenssteuer wurde in Deutschland 1923 einheitlich geregelt, das Vermögensteuergesetz zuletzt 1974 novelliert. Nach einem Verfassungsgerichtsurteil aus dem Jahr 1995 wurde die Erhebung der Vermögensteuer jedoch ab dem Steuerjahr 1997 ausgesetzt.
Im Stabilitätsgesetz von 1967 wurde zwar kein Verteilungsziel aufgenommen, doch wurde in der Folgezeit wiederholt die Forderung nach Erweiterung des Magischen Vierecks um das Ziel einer ausgeglichenen Vermögensverteilung erhoben. Unter den Parteien im Bundestag herrscht heute weitgehender Konsens über den Wert einer gerechten Vermögensverteilung für die Entwicklung von Wirtschaft und Gesellschaft, wobei naturgemäß unterschiedliche Vorstellungen bestehen, was als eine solche empfunden wird und mit welchen Mitteln sie eventuell erreicht werden soll. Viele bewährte Instrumente der Vermögensbildungsförderung wurden seit der Wiedervereinigung jedoch zurückgefahren, da durch die Kosten der Deutschen Einheit und den ökologischen Umbau der Marktwirtschaft andere Prioritäten im Vordergrund standen.
Laut Stefan Josten kann in entwickelten Volkswirtschaften bei ungleichmäßig verteilten Einkommen und Vermögen die Bildung von Humankapital in einem wachstums- und effizienzmäßig nicht zu wünschenden Maß beeinträchtigt werden. Dennoch sollte eine negative Wachstumswirkung von Ungleichheit nicht mit einer positiven Wachstumswirkung staatlicher Umverteilung gleichgesetzt werden. Nur bei einem Steuertarif unterhalb eines „wachstumsmaximalen“ Wertes sei staatliche Umverteilung geeignet, das Wirtschaftswachstum zu erhöhen, so Josten.
Das DIW regte im November 2007 an:

„Vor dem Hintergrund der zunehmenden Bedeutung von Vermögenseinkommen und der stark ungleichen Vermögensverteilung sollte die Reform der Erbschafts- und Schenkungssteuer überdacht werden, da die Steuersätze im internationalen Vergleich gering und die Freibeträge bereits sehr umfangreich sind.“

Zudem sei vor dem Hintergrund der Vermögensverteilung in Deutschland die Belastung großer Vermögen mit einer Vermögenssteuer oder einer Vermögensabgabe für Millionäre laut Studien des DIW (2010/2011) (im Auftrag der Grünen) sinnvoll. Diese Steuern oder Abgaben hätten – wie im Rahmen des Lastenausgleichsgesetzes von 1952 – den Zweck, die Lasten der Finanzkrise sowie der teilweise hieraus resultierenden Staatsverschuldung Deutschlands besser zu verteilen.